# Шаріпов Ільхом Халімович
Ільхом Халімович Шаріпов (узб. Ilhom Xalimovich Sharipov/Илҳом Халимович Шарипов, нар. 24 лютого 1968, Наманган) — радянський та узбецький футболіст, що грав на позиції півзахисника. Відомий за виступами в низці футбольних клубів Узбекистану. По завершенні ігрової кар'єри — футбольний тренер.

## Клубна кар'єра
Ільхом Шаріпов народився в Намангані, а розпочав займатися футболом у ДЮСШ міста Самарканд. У 1986 році Шаріпов дебютував у команді другої ліги СРСР «Динамо» з Самарканда, а наступного року молодого футболіста запросили до складу найсильнішої команди Узбекистану радянських часів «Пахтакор» з Ташкента. який на той час грав у радянській першій лізі. Утім молодий футболіст не витримав конкуренції з боку досвідчений гравців, і з початку 1988 року знову грав у складі самаркандського «Динамо». У 1989 році Шаріпов грав у складі аматорського армійського футбольного клубу СКА-РШВСМ з Ангрена. У 1990 році Ільхом Шаріпов удруге отримав запрошення до складу «Пахтакора», і цього разу вже став гравцем основного складу ташкентського клубу, з яким зайняв друге місце в першій лізі, та наступного року грав уже в складі команди у вищій лізі СРСР. З 1992 року грав у складі ташкентського клубу вже у вищому узбецькому дивізіоні, де був одним із кращих гравців узбецької першості. У 1992 році у складі «Пахтакора» Шаріпов став чемпіоном країни, а в 1993 році володарем Кубка Узбекистану. У 1996 році Ільхом Шаріпов перейшов до складу наманганського «Навбахора», в якому грав до кінця 1998 року, та став у складі команди чемпіоном країни 1996 року та володарем кубка країни в 1998 році. У 1999 році футболіст знову став гравцем клубу «Динамо-Самарканд», у складі якого грав до кінця 2000 року. У 2001 році футболіст грав у складі узбецького клубу «Дустлік». У 2002 році Шаріпов грав у складі казахської команди «Єсіль-Богатир», проте ще протягом сезону повернувся до самаркандського «Динамо», у складі якого завершив виступи на футбольних полях у 2004 році.

## Виступи за збірну
Ільхом Шаріпов дебютував у національній збірній Узбекистану 17 червня 1992 року в матчі зі збірною Таджикистану. У 1994 році Шаріпов включили до складу збірної для участі у Азійських іграх 1994 року в Японії. Хоча АФК цього року вирішила, що у складі збірних мають бути гравці лише віком до 23 років, проте практично всі команди приїхали на цей турнір у найсильніших складах. Ільхом Шаріпов на турнірі був одним із основних гравців середини поля узбецької збірної, проте не зіграв у фіналі турніру із-за отриманої у півфіналі другої жовтої картки на турнірі, хоча це не завадило йому разом з іншими гравцями збірної стати переможцем турніру. Надалі футболіст грав у складі збірної до 2001 року, брав участь у Кубку Азії 1996 року. Усього в складі збірної зіграв у 32 матчах, у яких відзначився 2 забитими м'ячами.

## Тренерська кар'єра
Після закінчення виступів на футбольних полях Ільхом Шаріпов з 2006 до 2011 року працював одним із тренерів клубу «Пахтакор». У 2016 році він очолив свій колишній клуб «Динамо» з Самарканда, який повернув до вищому узбецькому дивізіоні, проте наступного року подав у відставку за станом здоров'я, та працював одним із тренерів клубу. У 2018—2020 роках Ільхом Шаріпов працював генеральним директором самаркандського «Динамо».

## Нагороди
У 1994 році після перемоги у складі команди на Азійських іграх Ільхом Шаріпов разом із іншими переможцями ігор та їх тренерами був нагороджений державною нагородою Республіки Узбекистан — медаллю «Шухрат».

## Титули і досягнення

### Командні
«Пахтакор»
- Чемпіон Узбекистану: 1992
- Володар Кубку Узбекистану: 1993

«Навбахор»
- Чемпіон Узбекистану: 1996
- Володар Кубку Узбекистану: 1998

Збірна Узбекистану
- Азійські ігри:

- : 1994